# Lício Maciel
Lício Augusto Ribeiro Maciel (Maceió, 4 de junho de 1930) é um tenente-coronel da reserva do Exército Brasileiro e um dos nomes mais conhecidos entre os militares que participaram do Regime Militar no Brasil (1964-1984). Foi um dos primeiros denunciados pelo Ministério Público Federal por crimes cometidos durante a Ditadura, em 2012.
Engenheiro militar, pára-quedista e oficial graduado pela Academia Militar das Agulhas Negras (AMAN) com formaçao no Combate de Selva, participou do contingente das Forças Armadas que combateu e derrotou a Guerrilha do Araguaia, movimento guerrilheiro criado pelo Partido Comunista do Brasil (PCdoB) nas matas do Araguaia durante a ditadura militar, na região do Bico do Papagaio, onde faziam fronteira os estados do Pará, Maranhão e Goiás (hoje Tocantins).
No combate à guerrilha, com a patente de major, ficou conhecido pelo codinome de 'Dr. Asdrúbal'. Seu atos mais conhecidos, entre muitos de alguém que participou ativamente da prisão e morte de dezenas de guerrilheiros, foram a prisão de José Genoíno, depois figura de projeção nacional no Partido dos Trabalhadores e a escaramuça na selva quando foi ferido com um tiro no rosto pela guerrilheira Lúcia Maria de Souza,"Sônia", que foi executada em seguida pela patrulha que ele comandava.
Em 2004, as versões do coronel vieram a público com depoimentos do lado militar, através do livro O coronel rompe o silêncio, de Luiz Maklouf Carvalho. Nessa obra, o autor compara as versões de militares com as de guerrilheiros que estiveram no Araguaia.

Em 2008, Lício lançou um livro chamado 'Guerrilha do Araguaia - Relato de um Combatente', onde conta sua versão sobre os eventos no Araguaia. O Coronel Jarbas Passarinho foi quem escreveu o prefácio da obra. Também organizou o famoso livro 'Orvil - Tentativas de Tomada do Poder' (O Livro Negro do Terrorismo), que vem com a apresentação de documentos.